# Мардалеишвили, Михаил Лукич
Михаил Лукич Мардалеишвили (1907 год — неизвестно, Грузинская ССР) — заведующий отделом сельского хозяйства Кварельского района, Грузинская ССР. Герой Социалистического Труда (1951).

## Биография
Родился в 1907 году на территории современной Грузии. С раннего возраста трудился в сельском хозяйстве. После получения высшего сельскохозяйственного образования трудился на различных ответственных должностях в сельском хозяйстве Грузинской ССР. В послевоенное время — заведующий отделом сельского хозяйства Кварельского района. Занимался восстановлением сельскохозяйственного производства в районе. За короткое время в годы Четвёртой пятилетки (1949—1950) сельскохозяйственные предприятия Кварельский района достигли довоенного уровня производства сельскохозяйственных продуктов. За высокие урожаи чайного листа и табака в 1948 году в целом по району был награждён Орденом Ленина.
В 1949 году обеспечил перевыполнение в целом по Кварельскому району плана сбора урожая табака на 33,4 %. Указом Президиума Верховного Совета СССР от 19 апреля 1951 года удостоен звания Героя Социалистического Труда за «перевыполнение плана сбора урожая табака в 1949 году» с вручением ордена Ленина и золотой медали «Серп и Молот» (№ 5845).
Этим же указом званием Героя Социалистического Труда были награждены первый секретарь Кварельского райкома партии Михаил Давидович Цихистави, председатель райисполкома Алихан Алексеевич Авазашвили и главный районный агроном Арчил Феодорович Асанишвили.
По итогам работы в годы Семилетки (1959—1965) и Восьмой пятилетки (1966—1970) награждался Орденом «Знак Почёта» и Орденом Трудового Красного Знамени.
После выхода на пенсию трудился в ЦК ДОСААФ Грузинской ССР. Дата смерти не установлена.
Награды
- Герой Социалистического Труда
- Орден Ленина
- Орден «Знак Почёта» (02.041966)
- Орден Трудового Красного Знамени (08.04.1971)